# Jenny Holzer
Jenny Holzer (Gallipolis (Ohio), 29 juli 1950) is een Amerikaanse beeldhouwer en conceptuele kunstenaar.

## Leven en werk
Holzer studeerde vanaf 1968 aan de Duke University in Durham (North Carolina) en nam deel aan zomercursussen van de Ohio University in Athens (Ohio). In 1970 studeerde zij gedurende een jaar teken- en grafische kunst aan de Universiteit van Chicago en van 1975 tot 1977 bezocht zij de Rhode Island School of Design in Providence (Rhode Island). In 1977 ging zij in New York wonen.
Holzer nam deel aan documenta 7 van 1982 in Kassel, de kunstmanifestatie Sonsbeek '86 in Arnhem van 1986 en, als eerste vrouwelijke Amerikaanse kunstenaar, de Biënnale van Venetië van 1990. Zij won in Venetië met haar bijdrage Child Text de Gouden Leeuw. Zij was eveneens met werk vertegenwoordigd bij de exposities Köln Skulptur 1 van 1998/1999, 2 van 2000/2001, 3 van 2001/2003 en 4 van 2007/2009 in Keulen.
De kunstenares vestigde zich later in Hoosick Falls in Rensselaer County, in de staat New York.

## Enkele werken
- Under A Rock (1986), Beeldenpark van het Museum voor Moderne Kunst Arnhem in Arnhem
- Selection from the Living Series (1989)[1], Minneapolis Sculpture Garden in Minneapolis
- Ten Plaques from the Living Series, Laumeier Sculpture Park in Saint Louis (Missouri)
- Green Table (1992), Stuart Collection, campus Universiteit van Californië - San Diego
- Black Garden (1994)[2], Kunstwegen in Nordhorn
- Installation for Schiphol (1995), Luchthaven Schiphol
- Installation for the Guggenheim Museum Bilbao (1997), Guggenheim Museum (Bilbao) in Bilbao
- Ceiling Snake (1997) - 138 LED signs with red diodes (47,6 meter), permanente installatie Hamburger Kunsthalle
- Zonder titel (1999), beeldenpark Illa das Esculturas de Pontevedra in Pontevedra
- LED sign (1999),Telenor gebouw in Oslo
- Wanås Wall (2002)[3], Beeldenpark Slott Vanås in Skåne
- Installation for Paula Modersohn-Becker[4] (2005), trappenhuis Paula Modersohn-Becker Museum in Bremen
- For the City (2005), projectie van teksten op gebouwen in Manhattan (New York): onder andere het Rockefeller Center en de New York Public Library
- For the Capital (2007), projectie van teksten op gebouwen in Washington D.C.
- For Frankfurt (2010), projectie van teksten op zes locaties in Frankfurt am Main: onder andere de Nikolaikirche aan de Römerberg en het Literaturhaus Frankfurt[5][6]

## Fotogalerij

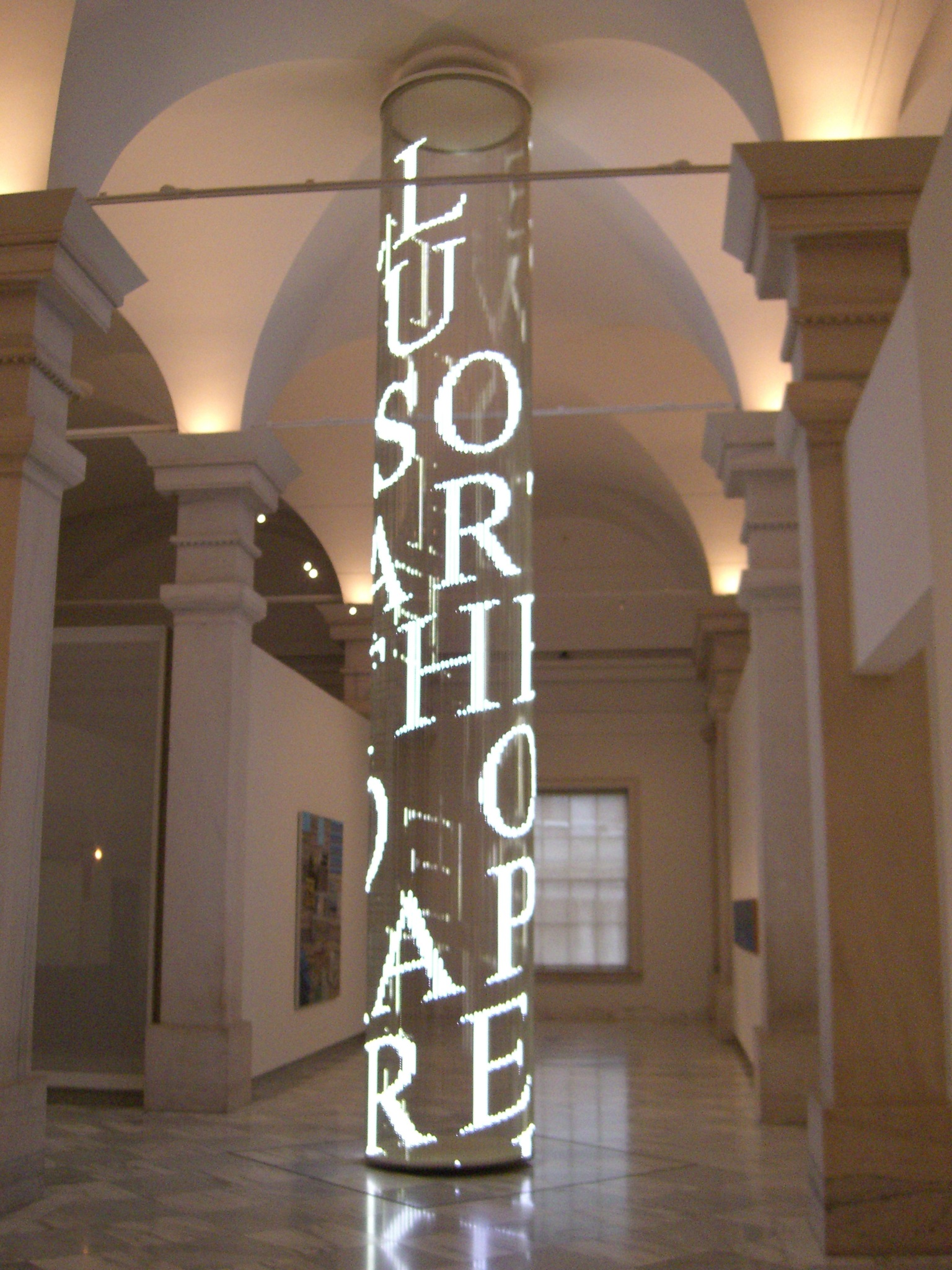
Smithsonian American Art Museum
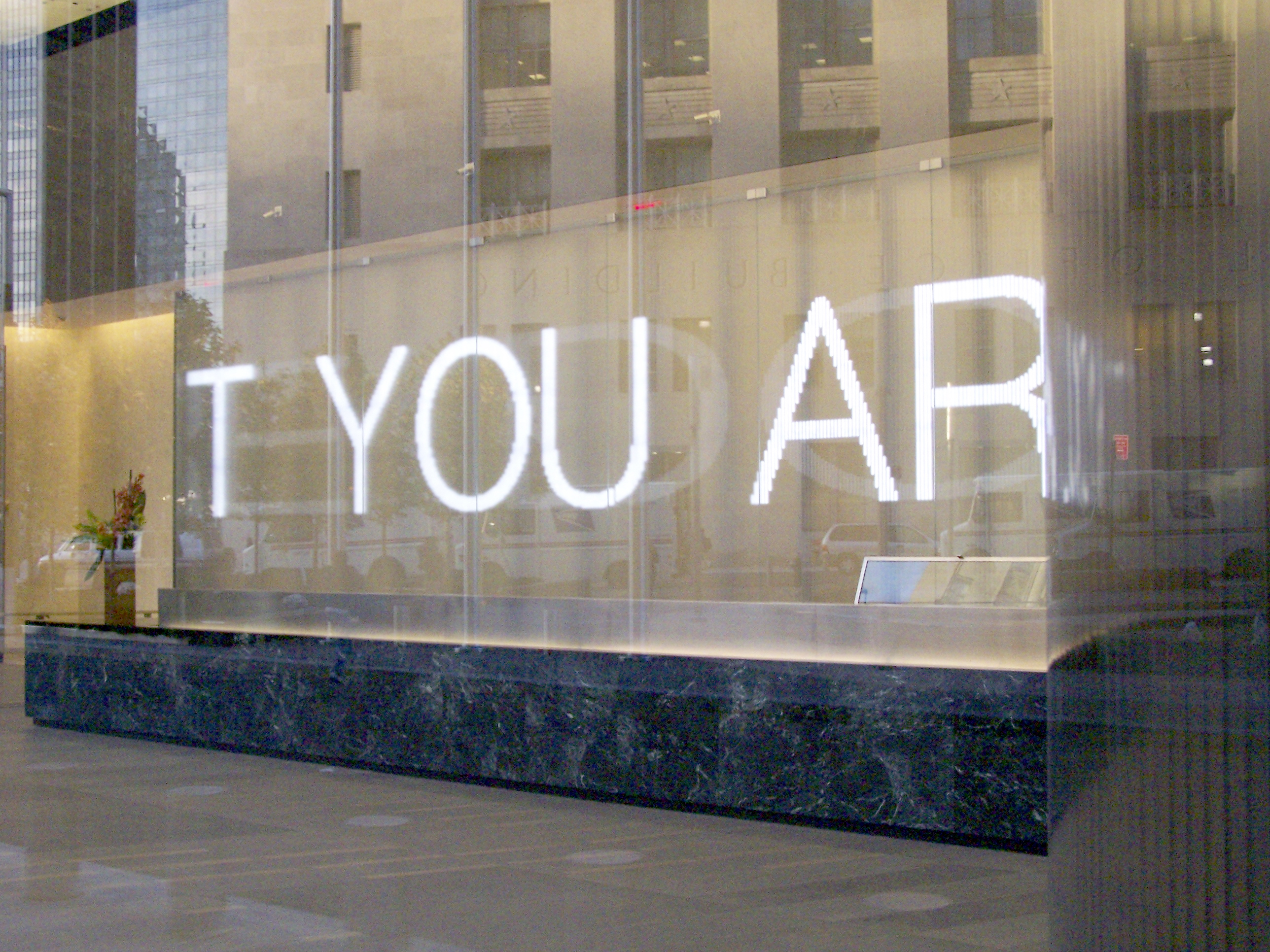
7 World Trade Center
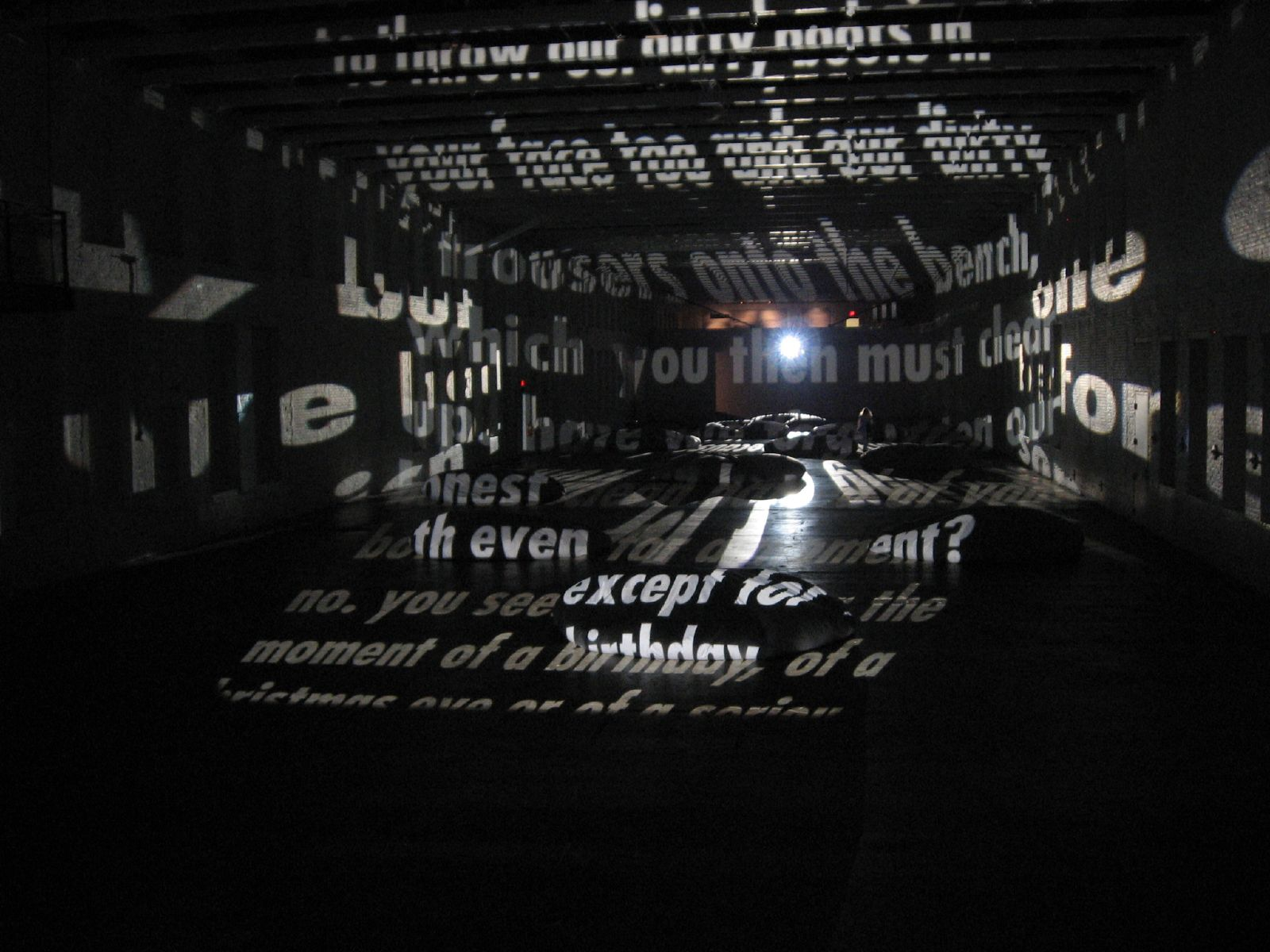
Massachusett Museum of Modern Art (MassMoCA)